# Hendrik Dierendonck
Hendrik Dierendonck is een slager die vooral bekend is als leverancier van sterrenrestaurants zoals Oud Sluis, Ten Bogaerde en In De Wulf.

## Biografie
In 2001 namen Dierendonck en zijn vrouw Evelyne de slagerij van Dierendoncks vader in Sint-Idesbald over. Hij verwierf succes met zijn promotie van lokaal vlees, onder meer van het West-Vlaams rood rund, en het gebruik van alle delen van het dier voor consumptie. In 2011 opende het echtpaar een tweede slagerij te Nieuwpoort.
In 2011 werd hij verkozen tot beste ambachtsman.
In 2015 opende hij het restaurant Carcasse in Sint-Idesbald, met Michael Yates als chef-kok.